# 洛洛国家森林
洛洛国家森林（英語：Lolo National Forest）是美国蒙大拿州西部的一座国家森林，西接爱达荷州边界。该森林面积2 × 106英畝（8,100平方），内有四处原野区域。该森林在1906年建立，当时是为了便于管理而将四座不同的森林合并在一起管辖。洛洛国家森林位处大陆分界以西，因拥有大陆性气候和海洋性气候从而有一片过渡森林，有着大量不同的植物以及树种，具有丰富的生物多樣性。